# هامبستاد (لندن)
هامبستاد (بالإنجليزية: Hampstead)‏ ، والمعروفة باسم Hampstead Village ، هي منطقة في لندن، إنجلترا، على بعد 4 أميال (6.4 كم) شمال غرب منطقة "Charing Cross". وهي جزء من لندن بورو من كامدن، وتعروف بجمعياتها الفكرية والليبرالية والفنية والموسيقية والأدبية و«لأجل هامبستيد هيث»، وهي عبارة عن تلة كبيرة من الحدائق. لديها بعض من أغلى المساكن في منطقة لندن. تضم قرية هامبستيد المزيد من المليارديرات داخل حدودها أكثر من أي منطقة أخرى في المملكة المتحدة.

## أعلام
- أندرو هكسلي
- كيت جريناواي
- إدغار أدريان
- دامون هيل
- إنيد بليتون
- إميلين بانكيرست
- إليزابيث تشارلز
- سلاش
- إدوين أبوت
- بيتر كوك
- جين جودل
- بيلي وايتلو